# Quabach
Die Ortschaft Quabach ist ein Ortsteil der Gemeinde Lindlar, Oberbergischen Kreis im Regierungsbezirk Köln in Nordrhein-Westfalen (Deutschland).

## Lage und Beschreibung
Quabach liegt im Westen der Gemeinde Lindlar, südwestlich von Linde an der Landesstraße 284. Durch den Ort fließt die Lindlarer Sülz die den von Ommerborn kommenden Ommerbach aufnimmt.

## Geschichte
1413 wurde der Ort das erste Mal urkundlich erwähnt. Schreibweise der Erstnennung: qwabach.
Im Mittelalter gehörte Quabach zur Honschaft Tüschen im Kirchspiel Hohkeppel.
Im Jahre 1830 hatte Quabach 39 Einwohner.
Im Jahre 1860 entstand in dem Ort eine Spinnerei.
1886 sollte laut Ratsbeschluss die Holzbrücke bei Quabach über die Lindlarer Sülz durch eine Steinbrücke ersetzt werden. 1911 wurde diese erneuert.
Als die Bahnstrecke Köln-Mülheim–Lindlar (im Volksmund: Sülztalbahn) errichtet wurde, wurde 1910 von Quabach ein Weg zum Bahnhof Hommerich gebaut.
1941 wurden die ehemals getrennt geführten Orte Ober- und Unterquabach zusammengelegt. Von nun an hieß der gesamte Ort Quabach.

## Busverbindungen
Haltestelle Quabach:
- VRS (OVAG) Linie 335 Scheel – Frielingsdorf – Lindlar – Linde – Biesfeld – Bergisch Gladbach.